# 11187 Річолівер
11187 Річолівер (11187 Richoliver) — астероїд головного поясу, відкритий 22 травня 1998 року.
Тіссеранів параметр щодо Юпітера — 3,405.